# Torneio do Bispo
O Torneio Hexagonal do Bispo 1965, também conhecido como Torneio do Bispo, foi um torneio amistoso beneficente disputado em 1965, organizado pelo bispo Dom Serafim Fernandes para construir a Faculdade Católica em Belo Horizonte.

## Equipes participantes
| Clubes Participantes         |
| ---------------------------- |
| Cruzeiro Esporte Clube       |
| Clube Atlético Mineiro       |
| América Futebol Clube        |
| Esporte Clube Siderúrgica    |
| Bangu Atlético Clube         |
| Clube de Regatas do Flamengo |

## Resultados
1ª Rodada  30/05/1965
Estádio Alameda
FLAMENGO 0 X 2 SIDERÚRGICA
Gols: Silvestre, Tião
AMÉRICA 0 X 0 BANGU
2ª Rodada 03/06/1965
Estádio Alameda
ATLÉTICO - MG 0 X 0 FLAMENGO
SIDERÚRGICA  1 X 3 BANGU
Gols: Raimundo (Sid); Guaraci, Paulo Borges, Zé Luiz contra (Ban)
3ª Rodada 05/06/1965
Estádio Independência
ATLÉTICO - MG 2 x 2 BANGU
Gols: Nilson, Toninho (Atl); Parada, Roberto Pinto (Ban)
CRUZEIRO 3 X 1 FLAMENGO
Gols: Wilson Almeida, Fescina, Dirceu Lopes (Cruz); Amauri (Fla)
 4ª Rodada 08/06/1965
Estádio Independência
CRUZEIRO 2 x 0 BANGU
Gols: Wilson Almeida, Dalmar
AMÉRICA 1 x 1 FLAMENGO
Gols: Ditão contra (Ame); Amauri (Fla)
5ª Rodada 10/06/1965
Estádio Barro Preto
AMÉRICA 1 X 0 SIDERÚRGICA
Gols [Nilo]
BANGU  2 X 1 FLAMENGO
Gols: Guaraci, Parada (Ban); Silva (Fla)
6ª Rodada 13/06/1965
Estádio Independência
ATLÉTICO - MG 4 x 1 AMÉRICA
Gols: Toninho 2, Buglê, Nilson (Atl); Eduardo (Ame)
CRUZEIRO 2 x 0 SIDERÚRGICA
Gols: Wilson Almeida (2)
7ª Rodada 17/06/1965
Estádio Independência
ATLÉTICO - MG 1 x 0 SIDERÚRGICA
Gols: Buião
CRUZEIRO 0 x 1 AMÉRICA
Gols: Jair Bala
8ª Rodada 20/06/1965
Estádio Independência
CRUZEIRO 3 x 1 ATLÉTICO - MG
Gols: Fescina (3) (Cruz); Toninho (Atl)

## Classificação Final
| Pos | Equipes                      |
| --- | ---------------------------- |
| 1   | Cruzeiro Esporte Clube       |
| 2   | Clube Atlético Mineiro       |
| 3   | Bangu Atlético Clube         |
| 4   | América Futebol Clube        |
| 5   | Esporte Clube Siderúrgica    |
| 6   | Clube de Regatas do Flamengo |

## Campeão
| Torneio do Bispo             |
| ---------------------------- |
| CRUZEIRO Campeão (1º título) |